# Karol Salwator
Karol Salwator Maria Józef Jan Baptysta Filip Jakub January Ludwig Gonzaga Rainer von Österreich (ur. 30 kwietnia 1839 we Florencji, zm. 18 stycznia 1892 w Wiedniu) – arcyksiążę Austrii, książę Toskanii, marszałek polny porucznik cesarskiej i królewskiej Armii.

## Życiorys
Karol Salwator był synem arcyksięcia Leopolda II, wielkiego księcia Toskanii i jego żony Marii Antonietty Burbon, księżniczki Królestwa Obojga Sycylii. Miał dwanaścioro rodzeństwa, w tym trzy przyrodnie siostry. Jego brat Ferdynand IV był ostatnim wielkim księciem Toskanii.
W wieku 10 lat Karol Salwator otrzymał tytuł „pierwszego rotmistrza” w Galicyjskim Pułku Ułanów Nr 6. W 1857 roku został awansowany do stopnia majora. Po wybuchu wojny na Sardynii, w kwietniu 1859 roku opuścił wraz z rodziną Florencję. Udał się do Lombardii, gdzie dołączył do zgrupowania armii cesarskiej. Brał udział w walkach, między innymi w bitwie pod Solferino. Po bitwie awansował do stopnia podpułkownika. W 1866 roku uczestniczył w bitwie pod Sadową. 24 kwietnia 1876 został mianowany na stopień generała majora, a 24 października 1886 na stopień marszałka polnego porucznika. Od 1860 do śmierci był szefem Galicyjskiego Pułku Piechoty Nr 77.
Karol Salwator miał zdolności do przedmiotów ścisłych. Miał zamiłowania techniczne, co wykorzystał w projektowaniu i budowaniu nowej broni palnej. Zaprojektował, wspólnie z kapitanem Georgiem Ritterem von Dormusem, nowy model kartaczownicy, który po pewnych modyfikacjach został oficjalnie przedstawiony c. i k. Ministerstwu Wojny. Ostatecznie model o nazwie Salwator-Dormius M. 93 otrzymał patent. Został zakupiony i był produkowany w zakładach Skody w Pilźnie.
Oprócz techniki Karol Salwator interesował się także architekturą. Był zapalonym myśliwym i miał dużą kolekcję broni myśliwskiej. Po latach przyznał samokrytycznie, że zaprojektowane przez niego modele broni okazały się zbyt skomplikowane. Bóle reumatyczne uniemożliwiały mu chodzenie.
Zmarł 18 stycznia 1892, w wieku 52 lat w Austrii. Został pochowany w wiedeńskiej Krypcie Cesarskiej.

## Rodzina

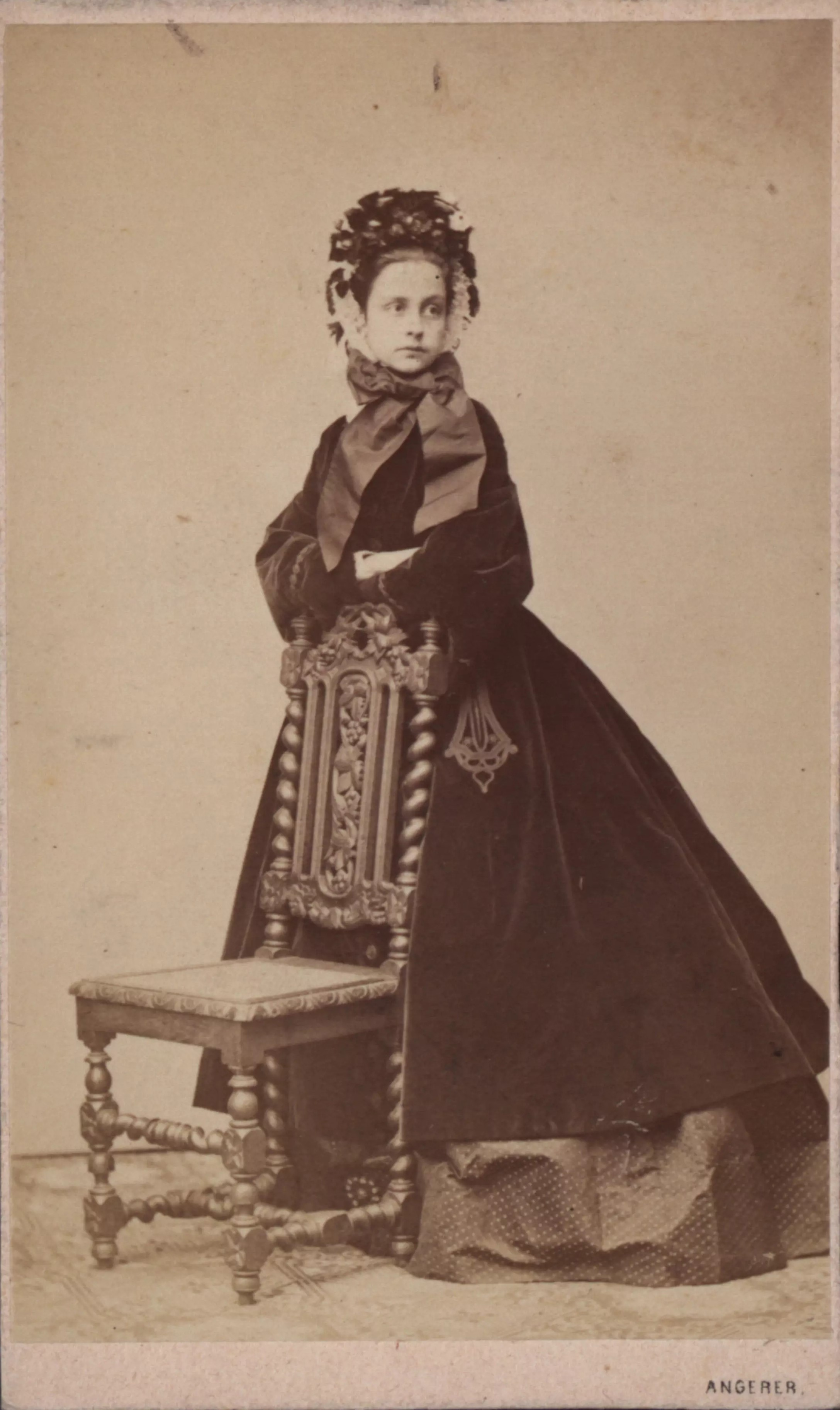
Maria Immaculata

Ożenił się z Marią Immaculatą Burbon, córką Ferdynanda II, króla Obojga Sycylii i jego drugiej żony – Marii Teresy Habsburg, arcyksiężniczki Austrii. Ślub odbył się 19 września 1861 we Włoszech. Para miała 11 dzieci:
- Maria Teresa (1862-1933)
- Leopold Salwator (1863-1931)
- Franciszek Salwator (1866-1939)
- Karolina Maria (1869-1945)
- Maria Antonia (1871-1896)
- Albrecht Salwator (1871-1896)
- Maria Antonina (1874-1891)
- Maria Immakulata (1878-1968)
- Rainier Salwator (1880-1889)
- Henrietta (1884-1886)
- Ferdynand Salwator (1888-1891)

## Odznaczenia
Odznaczenia Karola Salwatora to między innymi:
- Krzyż Wielki Orderu Świętego Józefa (Toskania)
- Krzyż Wielki Orderu Świętego Stefana (Toskania)
- Order Złotego Runa (Austro-Węgry)
- Medal Wojenny (Austro-Węgry)
- Order Korony Rucianej (Saksonia)
- Krzyż Wielki Orderu Świętego Ferdynanda i Zasługi (Sycylia)
- Krzyż Wielki Orderu Piusa IX (Państwo Kościelne)